# Química del sòl
La Química del sòl és l'estudi de les característiques químiques del sòl. La química del sòl està afectada pels factors de la composició mineral, la matèria orgànica i els factors del medi ambient..

## Història
Fins a finals de la dècada de 1960, la química del sòl se centrava principalment en les reaccions químiques del sòl que contribuïen a la pedogènesi o que afectaven el creixement de les plantes. Des d'aleshores les preocupacions van ser les de les contaminacions ambiental, orgànica i inorgànica del sòl, i riscos en la salut del medi ambient. Per tant, l'èmfasi de la química del sòl va derivar des de la pedologia i la ciència del sòl a les ciències del medi ambient.

## Química del sol mediambiental
La gran majoria dels contaminants mediambientals s'alliberin als sòls. Una vegada que un producte químic arriba al medi ambient del sòl hi ha milers de reaccions químiques que poden ocórrer que poden incrementar o disminuir la toxicitat dels contaminants.

## Conceptes
- Anió i capacitat de bescanvi catiònic
- pH del sòl
- Processos de formació i transformació dels minerals
- Mineralogia de l'argila
- Reaccions en el sòl d'absorció i precipitació
- Reaccions de’oxidació-reducció
- Química de sòls problemàtics